# Hard Case Crime
Hard Case Crime est une maison d'édition américaine fondée en 2004 par Charles Ardai. Elle est spécialisée dans la publication en livre de poche de romans noirs avec des couvertures dans le style des magazines pulp des années 1940 et 1950. Elle publie en moyenne un livre par mois.